# Thyene manipisa
Thyene manipisa es una especie de araña saltarina del género Thyene, familia Salticidae. Fue descrita científicamente por Barrion & Litsinger en 1995.
Habita en Filipinas.